# Ouest 503–562
Die Ouest 503–562 waren Dampflokomotiven mit Schlepptender der Chemins de fer de l’Ouest, die im Schnellzugverkehr eingesetzt waren. Sie gehörten zu den bekanntesten Lokomotiven der Ouest.

## Geschichte
Nachdem die beiden ersten im Schnellzugverkehr eingesetzten Verbundlokomotiven 901 und 902 ein Erfolg waren, bestellte die Bahn 1897 eine Serie von 60 Stück, die bei drei verschiedenen Herstellern entstanden. Im Gegensatz zu den stark britisch aussehenden Lokomotiven der 900er-Reihe, erhielten die Lokomotiven der 500er-Reihe ein eigenes, französisches Aussehen, das durch schlichte, rassige Linien geprägt war, sodass die Lokomotiven zu den elegantesten Maschinen gehörten, die auf französischen Schienen fuhren. Die Lokomotive Nr. 533 war an der Weltausstellung Paris 1900 ausgestellt.

## Betrieb
Die von 1897 bis 1900 abgelieferten Lokomotiven wurden vor den Express und Rapides, den hochwertigen Fernschnellzügen auf den Hauptstrecken eingesetzt. Sie bespannten die Züge von Paris nach Dieppe, Le Havre, Cherbourg, Deauville und Brest, aber auch die Züge Le Mans–Angers und Rennes–Saint-Malo. Gleichzeitig mit der Betriebseinführung der Lokomotiven erhielten die Züge auch die ersten Wagen mit Drehgestellen. Dies führte schon nach kurzer Zeit dazu, dass sie für die American-Lokomotiven der 500er-Reihe zu schwer wurden und die Ouest deshalb die ersten 2’C-Lokomotiven bestellte.  
Nach dem Ersten Weltkrieg wurden die letzten Pacific-Lokomotiven abgeliefert, was die Lokomotiven der 500er-Serie gegen 1923 in untergeordnete Dienste abdrängte. Sie wurden für Reisezüge über kurze und mittlere Distanzen eingesetzt – hauptsächlich auf den Querverbindungen im Netz und auf Nebenstrecken. Für diese Aufgabe waren sie den Depots Chartres, Le Mans, Rennes, Château-du-Loir, Niort, Dreux, Vire, Segré und Châteaubriant zugeteilt.
Obwohl die Ausmusterung bereits 1933 begonnen hatte, übernahm die SNCF die gesamte Serie in ihren Bestand als Baureihe 3-220 B. Während des Zweiten Weltkriegs wurden die von den Deutschen unerwünschten Maschinen vor Regionalzüge, Güterzügen und Arbeitszügen eingesetzt. Am 1. Oktober 1947 waren noch 15 Lokomotiven im Bestand. Die letzten eingesetzten Maschinen waren die 507 und die 520 des Depot Alençon. Die 550 wurde noch als Dampfspender in Saintes eingesetzt. Eine andere wurde teilweise aufgeschnitten und diente der Ausbildung von Lokomotivführern in Batignolles.